# Eugenia francavilleana
Eugenia francavilleana är en myrtenväxtart som beskrevs av Otto Karl Berg. Eugenia francavilleana ingår i släktet Eugenia och familjen myrtenväxter. Inga underarter finns listade i Catalogue of Life.